# 法住寺 (珠洲市)
法住寺（ほうじゅうじ）は、石川県珠洲市にある高野山真言宗の寺院。山号は吼木山（ほえきざん）。本尊は不動明王。

## 歴史
この寺は、平安時代前期の弘仁年間（810年～824年）空海によって創建されたと伝えられ、鎌倉時代に入り虚円によって中興された。江戸時代には前田家の保護を受けた。

## 文化財[1]
- 重要文化財（国指定）
  - 木造不動明王坐像
  - 白山神社本殿 - 法住寺の鎮守として建てられた。建物の所有者は白山神社（法住寺とは別法人）。

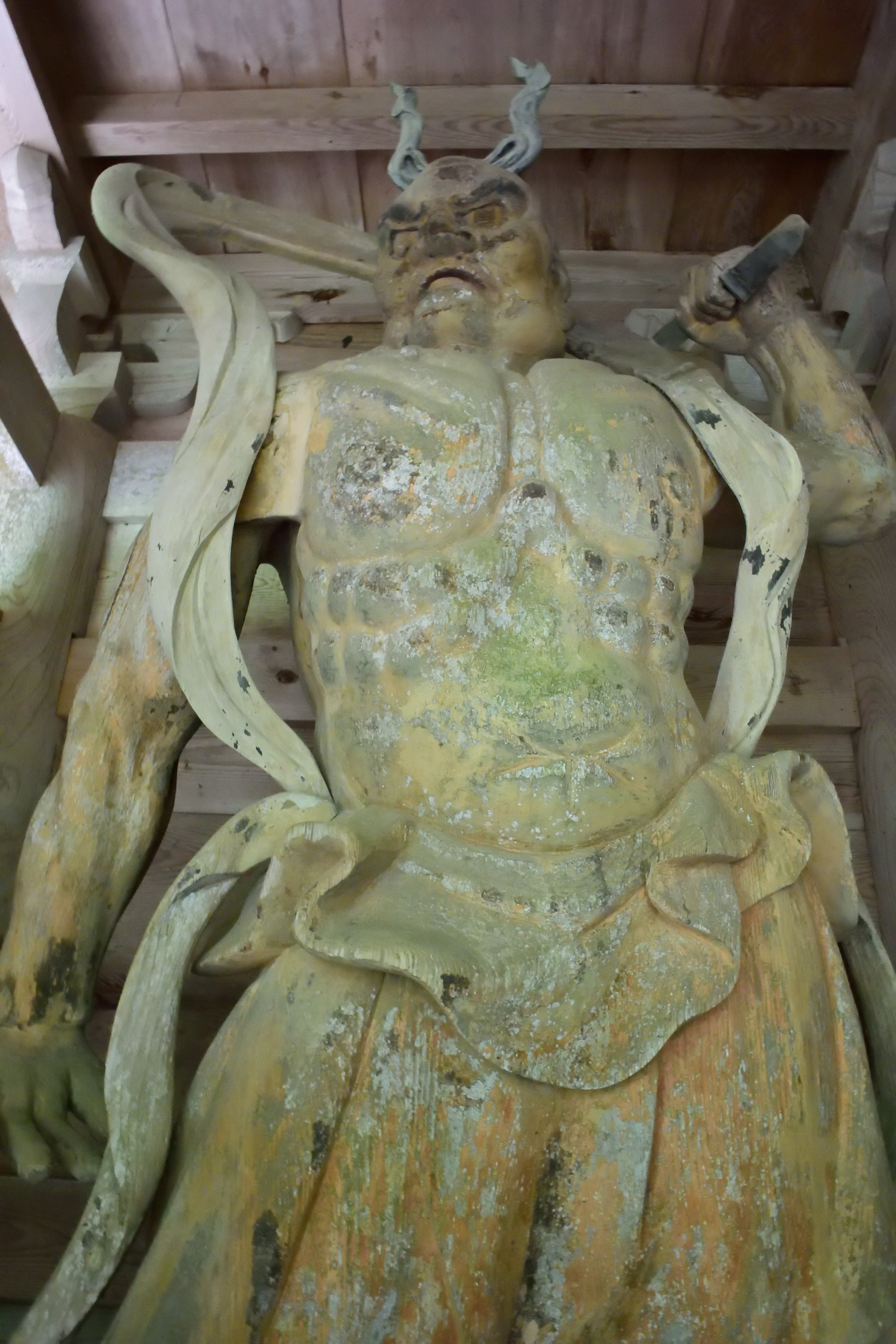
阿形像

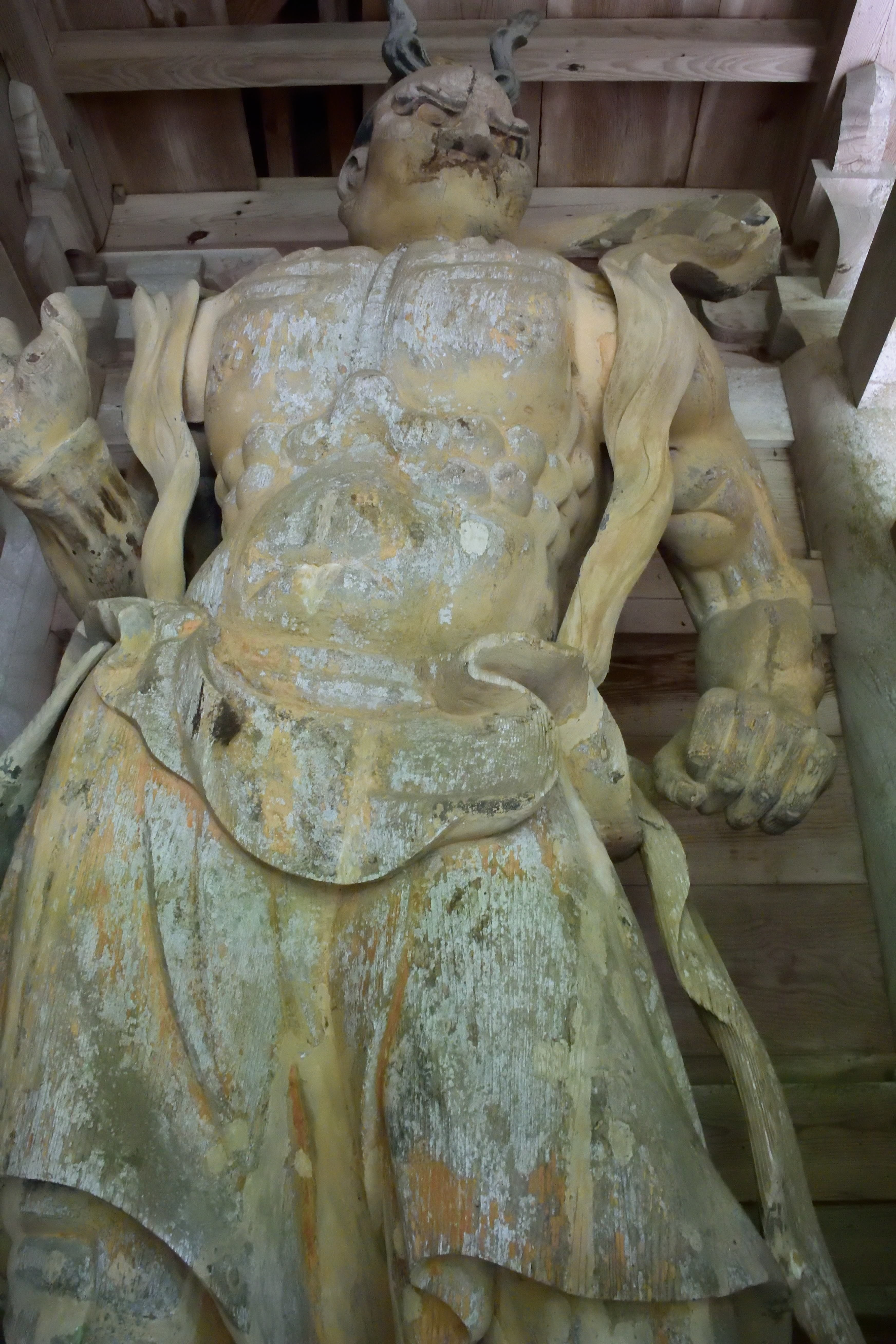
吽形像

- 珠洲市指定有形文化財
  - 木造金剛力士像および胎内文書
  - 法住寺文書